# Nina Batalli
Nina Batalli (Snagov, 8 aprile 1913 – Roma, 13 gennaio 1993) è stata una pittrice italiana.

## Biografia
Si è laureata in Lettere e ha studiato pittura all'Accademia di Belle Arti di Bucarest tra il 1934-1939, dove le è stato relatore il pittore Francisc Șirato.
Espone per la prima volta al "Salone Ufficiale di Primavera" nel 1939. Nello stesso anno ha una mostra anche a Balcic (attualmente in Bulgaria) dove l'ultimo sindaco romeno della città era il professor George Batalli, cugino del padre.
Nel 1939 sposa l'ingegnere Alexandru Cosmovici.
È del 1940 la prima mostra personale all'Ateneo di Bucarest - dove esponeva nel contempo anche il famoso pittore romeno Ion Țuculescu. Un'altra mostra personale è stata allestita nel 1946, anno in cui riceve inoltre il Premio del Salone Ufficiale. La migliore amica era in Romania la scrittrice Anisoara Odeanu, che aveva conosciuta da studentessa nell'ambiente dei giovani artisti "Tinerimea romana".
Si stabilisce in Italia nel 1948 e nel 1949 espone a Napoli. Appartiene a questo periodo il più noto ritratto di Mircea Eliade alla cui famiglia l'artista era legata da molti anni. Nel 1951 espone alla Medusa, nel 1954 da Chiurazzi e nel 1955 alla Galleria del Vantaggio sempre a Roma.
Altre mostre: nel 1955 a Salerno e nel 1956 alla Galleria Gianferrari di Milano. Risale al 1956 un'altra personale alla Galleria San Carlo di Napoli, mentre nel 1958, 1962 e 1968 espone presso la Galleria Russo di Piazza di Spagna, quindi all'Anthea e di nuovo alla Russo. Forse la mostra più importante e quella romana del 1975 quando espone al Centro D'Arte La Barcaccia paesaggi dell'Honduras (mostra evocata da Monica Lovinescu alla Radio Europa Libera). Nel catalogo vi sono i testi critici del poeta Mario Luzi, di Giorgio Prosperi e di Marino Piazzolla ed è stata presentata varie volte pure dal pittore Giovanni Omiccioli.
Nella casa romana c'era un continuo via-vai di artisti e scrittori romeni e italiani. Risposata a Nicola Ciarletta, saggista e professore di filosofia a Urbino e a L'Aquila, ospitava personalità come Giorgio e Mario Prosperi, Maria Luisa Angiolillo, Giovanni Omiccioli, Monachesi, mentre fra i celebri romeni che formavano l'atmosfera culturale di quell'epoca ricordiamo: Mircea e Christinel Eliade, lo scrittore Stefan Banulescu (da lei ritratto), il direttore d'orchestra Ionel Perlea e sua moglie Lisette, la poetessa Ana Blandiana e Romulus Rusan, Ion e Ariana Nicodim, Maria e Constatin Blendea, Anton Eberwein. Nina Batalli è evocata sia nelle "Memorie" di Mircea Eliade sia nel "Diario" di Monica Lovinescu.
Prima della partenza dal suo paese natale i lavori sembrano avvicinarsi a una corrente postimpressionista non estranea neppure ad un certo realismo contemporaneo, non privo di sensualita nel caso dei nudi. Si avvale di alcune tecniche del modernismo anticonvenzionale come nei ritratti e nei paesaggi. Durante il periodo italiano la varietà dei colori è più chiara e luminosa, si sente l'influenza della pittura italiana ma non si perde il gusto della scuola di pittura romena.
Oltre ai lavori di proprietà della famiglia, in Romania non vi sono lavori del suo periodo italiano.
Ha partecipato in Italia alle Quadriennali e a tutte le Biennali del Lazio, alle rassegne nazionali: "Maggio di Bari", "Premio Michetti", "Premio Marzotto", "Premio Viterbo". Esposizioni a Genova e Torino.
Altre mostre: "Sei Pittrici alla Medusa", 1957, "Artiste Romane" la Astrolabio, 1967, "Mostra dell'Autorittrato", Milano.
Ha partecipato all'estero in collettive: Spagna, Paesi Bassi, Germania, Inghilterra, Francia e Svizzera.

## Premi
- Roma (Pennello d'oro)
- Pizzo Calabro
- Marina di Ravenna
- Avezzano (Premio del Ticino)
- Tarquinia (Premio Cardarelli)
- Premio Bolsena
- Vasto (Premio Carlo della Penna)
- Premio Nazionale di Abruzzo
- Viterbo (Premio Madonna del Fiore)
- Premio Michetti
- Premio Alatri
- Premio Ravenna
- Giardini Romani
- Premio Acitrezza (Verga).

Lavori in collezioni private in Italia, Francia, Germania, Stati Uniti e nel Museo Nazionale d'Arte di Bucarest, Romania.